# Lake Orbell
Der Lake Orbell ist ein Gebirgssee im Southland District der Region Southland auf der Südinsel von Neuseeland.

## Namensherkunft
Der See wurde 1948 nach Geoffrey Orbell, dem Wiederentdecker des ausgestorben geglaubten Vogels Takahē, benannt.

## Geographie
Der Lake Orbell befindet sich 3,57 km westlich des Lake Te Anau und rund 4,38 km nördlich des South Fiord, eines Nebenarms des Lake Te Anau. Der See, der sich über eine Länge von rund 1,58 km im Takahe Valley erstreckt, besitzt eine Westnordwest-Ostsüdost-Ausrichtung und misst an seiner breitesten Stelle rund 370 m in Nordnordost-Südsüdwest-Richtung. Mit einem Seeumfang von rund 3,69 km deckt der Lake Orbell eine Fläche von 33,6 Hektar ab.
Gespeist wird der Lake Orbell hauptsächlich vom Takahe Stream und entwässert an seiner Ostseite über den Tunnel Burn, der knapp 2 km weiter östlich versickert und erst ein paar hundert Meter vor der Mündung in den Lake Te Anau wieder zu Tage tritt.